# Herald Sun Tour 2017
L'Herald Sun Tour 2017, sessantaquattresima edizione della corsa e valevole come evento dell'UCI Oceania Tour 2017 categoria 2.1, si svolse in 4 tappe precedute da un cronoprologo iniziale dal 1º al 5 febbraio 2017 su un percorso di 630,6 km, con partenza da Melbourne e arrivo a Kinglake, in Australia. La vittoria fu appannaggio dell'australiano Damien Howson, che completò il percorso in 15h23'13", alla media di 42,00 km/h, precedendo il connazionale Jai Hindley e il francese Kenny Elissonde.
Sul traguardo di Kinglake 96 ciclisti, su 104 partiti da Melbourne, portarono a termine la competizione.

## Tappe
| Tappa  | Data        | Percorso                                  | km    | Vincitore di tappa | Leader cl. generale |
| ------ | ----------- | ----------------------------------------- | ----- | ------------------ | ------------------- |
| Prol.  | 1º febbraio | Melbourne > Melbourne (cron. individuale) | 2,1   | Danny van Poppel   | Danny van Poppel    |
| 1ª     | 2 febbraio  | Wangaratta > Falls Creek                  | 172,2 | Damien Howson      | Damien Howson       |
| 2ª     | 3 febbraio  | Mount Beauty > Beechworth                 | 165,6 | Luke Rowe          | Damien Howson       |
| 3ª     | 4 febbraio  | Benalla > Mitchelton Winery               | 167,7 | Travis McCabe      | Damien Howson       |
| 4ª     | 5 febbraio  | Kinglake > Kinglake                       | 121   | Ian Stannard       | Damien Howson       |
| Totale | Totale      | Totale                                    | 630,6 |                    |                     |

## Squadre e corridori partecipanti
| N.    | Cod. | Squadra                           |
| ----- | ---- | --------------------------------- |
| 1-7   | SKY  | Team Sky                          |
| 11-17 | ORS  | Orica-Scott                       |
| 21-27 | RNL  | Roompot-Nederlandse Loterij       |
| 31-37 | GAZ  | Gazprom-RusVelo                   |
| 41-47 | UHC  | UnitedHealthcare Pro Cycling Team |
| 51-57 | ABS  | Aqua Blue Sport                   |
| 61-67 | JLT  | JLT-Condor                        |
| 71-77 | 7RP  | 7 Eleven Roadbike Philippines     |

| N.      | Cod. | Squadra                            |
| ------- | ---- | ---------------------------------- |
| 81-87   | ATG  | Attaque Team Gusto                 |
| 91-97   | IWS  | IsoWhey Sports SwissWellness       |
| 101-107 | DPV  | Drapac-Pat's Veg Holistic          |
| 111-117 | STG  | St. George Continental Cy. Team    |
| 121-127 | NIS  | NSW Institute of Sport             |
| 131-137 | NAT  | Korda Mentha Real Estate Australia |
| 141-147 | NZL  | Nuova Zelanda                      |

## Dettagli delle tappe

### Prologo
- 1º febbraio: Melbourne > Melbourne – Cronometro individuale – 2,1 km

Risultati
| Pos. | Corridore        | Squadra | Tempo |
| ---- | ---------------- | ------- | ----- |
| 1    | Danny van Poppel | Sky     | 2'32" |
| 2    | Brenton Jones    | JLT     | a 1"  |
| 3    | Alex Frame       | JLT     | s.t.  |

| Pos. | Corridore        | Squadra | Tempo |
| ---- | ---------------- | ------- | ----- |
| 1    | Danny van Poppel | Sky     | 2'32" |
| 2    | Brenton Jones    | JLT     | a 1"  |
| 3    | Alex Frame       | JLT     | s.t.  |

### 1ª tappa
- 2 febbraio: Wangaratta > Falls Creek – 172,2 km

Risultati
| Pos. | Corridore       | Squadra      | Tempo    |
| ---- | --------------- | ------------ | -------- |
| 1    | Damien Howson   | Orica        | 4h33'54" |
| 2    | Jai Hindley     | Korda Mentha | a 32"    |
| 3    | Kenny Elissonde | Sky          | a 47"    |

| Pos. | Corridore       | Squadra      | Tempo    |
| ---- | --------------- | ------------ | -------- |
| 1    | Damien Howson   | Orica        | 4h36'32" |
| 2    | Jai Hindley     | Korda Mentha | a 38"    |
| 3    | Kenny Elissonde | Sky          | a 53"    |

### 2ª tappa
- 3 febbraio: Mount Beauty > Beechworth – 165,6 km

Risultati
| Pos. | Corridore   | Squadra          | Tempo    |
| ---- | ----------- | ---------------- | -------- |
| 1    | Luke Rowe   | Sky              | 4h08'23" |
| 2    | Conor Dunne | Aqua Blue        | a 33"    |
| 3    | Tanner Putt | UnitedHealthcare | a 56"    |

| Pos. | Corridore       | Squadra      | Tempo    |
| ---- | --------------- | ------------ | -------- |
| 1    | Damien Howson   | Orica        | 8h46'12" |
| 2    | Jai Hindley     | Korda Mentha | a 38"    |
| 3    | Kenny Elissonde | Sky          | a 53"    |

### 3ª tappa
- 4 febbraio: Benalla > Mitchelton Winery – 167,7 km

Risultati
| Pos. | Corridore       | Squadra          | Tempo    |
| ---- | --------------- | ---------------- | -------- |
| 1    | Travis McCabe   | UnitedHealthcare | 3h46'00" |
| 2    | Mitchell Docker | Orica            | s.t.     |
| 3    | Leigh Howard    | Aqua Blue        | s.t.     |

| Pos. | Corridore       | Squadra      | Tempo     |
| ---- | --------------- | ------------ | --------- |
| 1    | Damien Howson   | Orica        | 12h32'12" |
| 2    | Jai Hindley     | Korda Mentha | a 38"     |
| 3    | Kenny Elissonde | Sky          | a 53"     |

### 4ª tappa
- 5 febbraio: Kinglake > Kinglake – 121 km

Risultati
| Pos. | Corridore          | Squadra   | Tempo    |
| ---- | ------------------ | --------- | -------- |
| 1    | Ian Stannard       | Sky       | 2h52'44" |
| 2    | Aaron Gate         | Aqua Blue | s.t.     |
| 3    | Taco van der Hoorn | Roompot   | s.t.     |

| Pos. | Corridore       | Squadra      | Tempo     |
| ---- | --------------- | ------------ | --------- |
| 1    | Damien Howson   | Orica        | 15h23'13" |
| 2    | Jai Hindley     | Korda Mentha | a 38"     |
| 3    | Kenny Elissonde | Sky          | a 53"     |

## Evoluzione delle classifiche
| Tappa              | Vincitore          | Classifica generale Maglia gialla | Classifica sprint Maglia verde | Classifica scalatori Maglia nera | Classifica giovani Maglia blu | Classifica a squadre               |
| ------------------ | ------------------ | --------------------------------- | ------------------------------ | -------------------------------- | ----------------------------- | ---------------------------------- |
| Prologo            | Danny van Poppel   | Danny van Poppel                  | non assegnata                  | non assegnata                    | Ayden Toovey                  | JLT-Condor                         |
| 1ª                 | Damien Howson      | Damien Howson                     | Jacob Kauffmann                | Damien Howson                    | Jai Hindley                   | Korda Mentha Real Estate Australia |
| 2ª                 | Luke Rowe          | Damien Howson                     | Jacob Kauffmann                | Benjamin Hill                    | Jai Hindley                   | Team Sky                           |
| 3ª                 | Travis McCabe      | Damien Howson                     | Jacob Kauffmann                | Benjamin Hill                    | Jai Hindley                   | Team Sky                           |
| 4ª                 | Ian Stannard       | Damien Howson                     | Jacob Kauffmann                | Benjamin Hill                    | Jai Hindley                   | Team Sky                           |
| Classifiche finali | Classifiche finali | Damien Howson                     | Jacob Kauffmann                | Benjamin Hill                    | Jai Hindley                   | Team Sky                           |

## Classifiche finali

### Classifica generale
| Pos. | Corridore       | Squadra      | Tempo     |
| ---- | --------------- | ------------ | --------- |
| 1    | Damien Howson   | Orica        | 12h25'13" |
| 2    | Jai Hindley     | Korda Mentha | a 38"     |
| 3    | Kenny Elissonde | Sky          | a 53"     |
| 4    | Cameron Meyer   | Korda Mentha | a 1'08"   |
| 5    | Michael Storer  | Korda Mentha | a 1'10"   |
| 6    | Chris Froome    | Sky          | a 1'12"   |
| 7    | Lucas Hamilton  | Korda Mentha | a 1'13"   |
| 8    | Nathan Earle    | Korda Mentha | a 1'15"   |
| 9    | Esteban Chaves  | Orica        | s.t.      |
| 10   | Timothy Roe     | IsoWhey      | a 1'17"   |

### Classifica sprint
| Pos. | Corridore       | Squadra      | Punti |
| ---- | --------------- | ------------ | ----- |
| 1    | Jacob Kauffmann | Korda Mentha | 24    |
| 2    | Luke Rowe       | Sky          | 14    |
| 3    | Aaron Gate      | Aqua Blue    | 14    |
| 4    | Cyrus Monk      | Drapac-Pat's | 12    |
| 5    | Robbie Hucker   | IsoWhey      | 12    |

### Classifica scalatori
| Pos. | Corridore     | Squadra      | Punti |
| ---- | ------------- | ------------ | ----- |
| 1    | Benjamin Hill | Attaque      | 90    |
| 2    | Cyrus Monk    | Drapac-Pat's | 46    |
| 3    | Robbie Hucker | IsoWhey      | 36    |
| 4    | Damien Howson | Orica        | 24    |
| 5    | Luke Rowe     | Sky          | 20    |

### Classifica giovani
| Pos. | Corridore        | Squadra      | Tempo     |
| ---- | ---------------- | ------------ | --------- |
| 1    | Jai Hindley      | Korda Mentha | 12h25'51" |
| 2    | Michael Storer   | Korda Mentha | a 32"     |
| 3    | Lucas Hamilton   | Korda Mentha | a 35"     |
| 4    | Alistair Donohoe | Attaque      | a 2'30"   |
| 5    | Dylan Sunderland | NSW          | a 3'05"   |

### Classifica a squadre
| Pos. | Squadra                            | Tempo     |
| ---- | ---------------------------------- | --------- |
| 1    | Team Sky                           | 46h17'34" |
| 2    | Korda Mentha Real Estate Australia | a 50"     |
| 3    | UnitedHealthcare Pro Cycling Team  | a 2'31"   |
| 4    | IsoWhey Sports SwissWellness       | a 3'36"   |
| 5    | JLT-Condor                         | a 8'42"   |